# Sejodioto
Sejodioto è un singolo della cantante colombiana Karol G, pubblicato il 21 settembre 2021.

## Video musicale
Il video musicale, diretto da Colin Tilley, è stato reso disponibile in concomitanza con l'uscita del brano.

## Tracce
Testi e musiche di Carolina Giraldo Navarro, Cristian Andrés Salazar, Justin Quiles, Lenny Tavárez e Ovy on the Drums.
1. Sejodioto – 3:00

## Formazione
- Karol G – voce
- Ovy on the Drums – produzione

## Classifiche

### Classifiche settimanali
| Classifica (2021-22) | Posizione massima |
| -------------------- | ----------------- |
| Argentina            | 40                |
| Colombia             | 16                |
| Paraguay             | 54                |
| Perù                 | 11                |
| Spagna               | 42                |
| Stati Uniti          | 108               |

### Classifiche di fine anno
| Classifica (2022) | Posizione |
| ----------------- | --------- |
| Paraguay          | 180       |